# Super-Star (pistolet)
Pour l’article ayant un titre homophone, voir Superstar.
 (décembre 2023).
Si vous disposez d'ouvrages ou d'articles de référence ou si vous connaissez des sites web de qualité traitant du thème abordé ici, merci de compléter l'article en donnant les références utiles à sa vérifiabilité et en les liant à la section « Notes et références ».

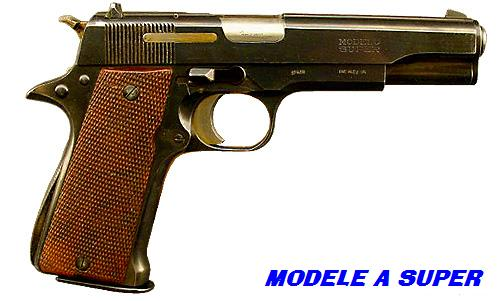
Un PA Star Super A

Le STAR SUPER-STAR est un pistolet semi-automatique à simple action, copie espagnole du Colt M-1911, en calibre 9mm largo. 
Fabriqué par la firme espagnole Star Bonifacio Echeverria S.A. depuis 1945, il constitue une amélioration des divers modèles "A". Présenté aux autorités militaires, celles-ci le déclareront arme réglementaire pour l'armée de terre le 24 juillet 1946, et la marine le 25 octobre 1946. 

## Fonctionnement
Son système de fonctionnement est identique au FN GP35 · Browning Hi-Power. Le dessous du canon comporte une came en U encastrée dans la clé de démontage, et lors du départ du coup, le canon recule avec la culasse, puis libère celle-ci, qui continue sa course en éjectant l'étui.

## Caractéristiques
| Poids de l'arme avec son chargeur      | 955 g        |
| Longueur                               | 216 mm       |
| Hauteur                                | 136 mm       |
| Épaisseur                              | 31 mm        |
| Chargeur                               | 9 cartouches |
| Longueur du canon                      | 130 mm       |
| Longueur de la partie rayée            | 103 mm       |
| Diamètre extérieur de la chambre canon | 17,05 mm     |
| Diamètre de la partie rayée            | 12,40 mm     |
| Nombre de rayures                      | 6            |
| Profondeur des rayures                 | 0,02 mm      |
| Largeur des rayures                    | 3,20 mm      |
| Pas rayure                             | 270 mm       |
| Rayures tournant à droite              | oui          |
| Longueur de la cartouche               | 33,50 mm     |
| Poids de l'étui                        | 4,18 g       |
| Poids de l'ogive                       | 8,30 g       |
| Poids de la poudre                     | 0,40 g       |
| Poids total cartouche                  | 13 g         |

| Vitesse                             | 358 m/s               |
| Puissance bouche du canon           | 54,21 kg              |
| Pénétration dans bois de pin à 15 m | 220 mm                |
| Pression dans la chambre du canon   | 2317 kg/cm2           |
| Porté efficace                      | 80 m                  |
| Groupement à 25 m                   | H = 100 mm L = 150 mm |